# Berkane

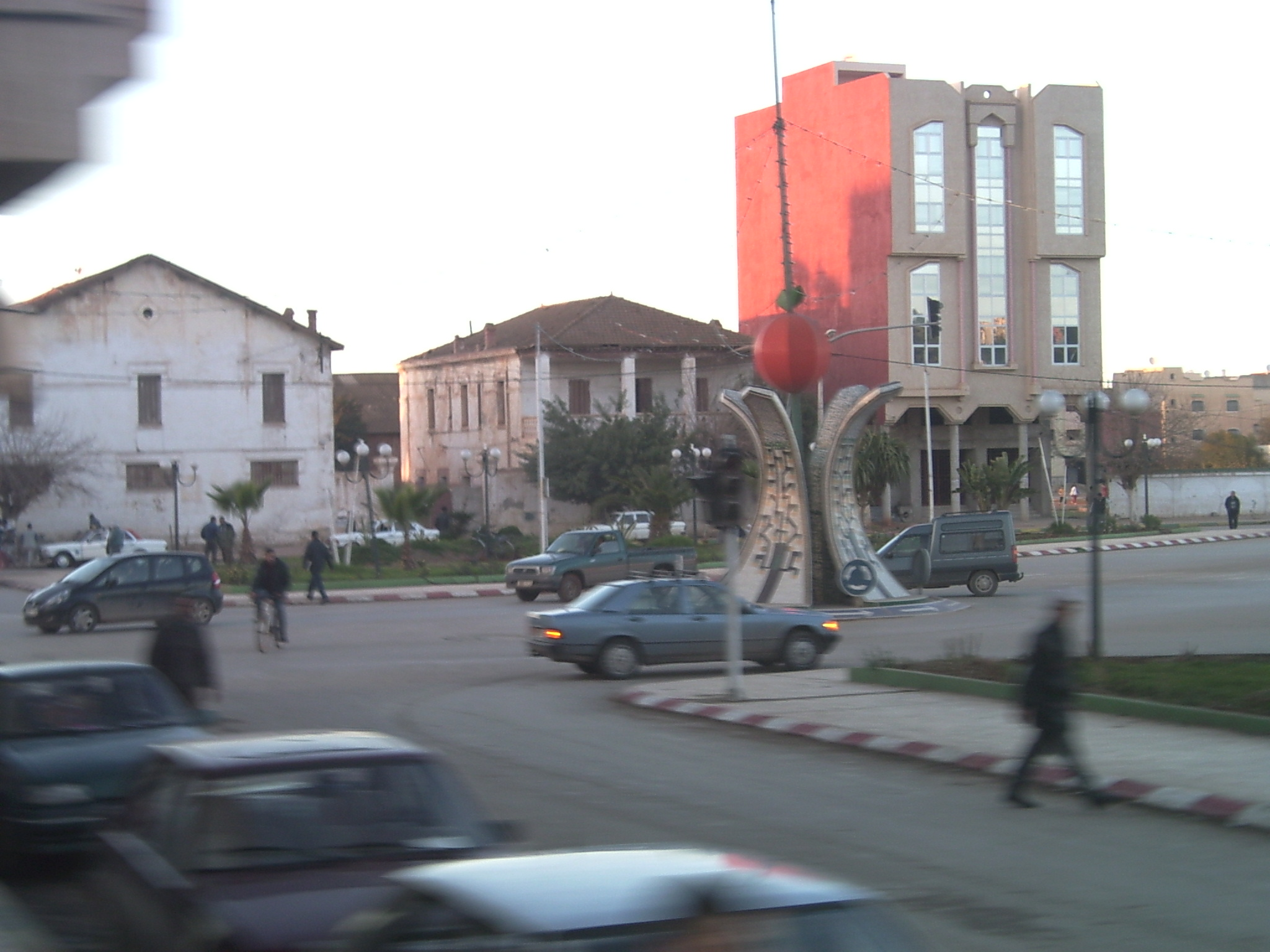
Gata i Berkane.

Berkane (arabiska بركان, berberspråk ⴱⴻⵔⴾⴰⵏ) är en stad i Marocko och är administrativ huvudort för provinsen Berkane som är en del av regionen Oriental. Folkmängden uppgick till 109 237 invånare vid folkräkningen 2014.